# Eugène Bigot
Eugène Bigot (* 28. Februar 1888 in Rennes; † 17. Juli 1965 in Paris) war ein französischer Komponist, Dirigent und Musiklehrer.

## Leben
Bigot war von 1895 bis 1899 Schüler am Konservatorium von Rennes. 1905 ging er nach Paris, wo er bei Gabriel Fauré, André Gedalge, Paul Vidal und Xavier Leroux studierte. Von 1909 bis 1911 leistete er Militärdienst als Musiker an der École d’Artillerie von Versailles. Danach studierte er am Conservatoire de Paris. Von 1914 bis 1918 war er Soldat im Ersten Weltkrieg. 1920 bis 1923 war er Orchesterleiter des Ballets Suédois, mit dem er Tourneen durch ganz Europa unternahm. Von 1927 bis 1964 leitete er das Philharmonieorchester des Französischen Rundfunks, von 1935 bis 1950 die Concerts Lamoureux. Daneben wirkte er von 1936 bis 1947 an der Opéra-Comique und war von 1936 bis 1947 Professor am Conservatoire de Paris. Sein prominentester Schüler war Mikis Theodorakis.
Bigot komponierte kammermusikalische und sinfonische Werke, Ballette und Schauspielmusiken und zahlreiche Instrumentalstücke für die Wettbewerbe am Conservatoire.